# Карлотта Патті
Карлотта Патті (італ. Carlotta Patti; Флоренція, 30 жовтня 1835 — Париж, 27 червня 1889) — італійська камерна співачка (колоратурне сопрано).

## Біографія
Походить з надзвичайної родини музикантів. Батько — тенор Сальваторе Патті (Катанія 1800 — Париж, 21 серпня 1869), мати — сопрано Катерина К'єза Барілі (іспанського походження; близько 1805 — Рим, 6 вересня 1870). 
Коли Карлотті Патті було десять років, піаніст з Чехії Моріс Стракош зустрів її батька і через п'ять років під час гастролей у Нью-Йорку став його агентом. У 1852 році Стракош одружився зі старшою з трьох сестер: Амалією Патті (1831–1915), а також був агентом найменшої та найвідомішої із сестер: Аделіни Патті (1843–1919). Брат, Карло (1842–1873), був скрипалем і диригентом.
Карлотта мала гарний і чіткий голос. Вивчала фортепіано з баритоном Етторе Барілі, її зведеним братом, який виявив, що її голос за якістю не поступається голосу Аделіни. Батьки доручили її опіці композитора і диригента Емануеле Муціо (1821–1890), учню Джузеппе Верді.
Дебютувала у Нью-Йорку в 1862 році з Люсією ді Ламмермур Гаетано Доніцетті, а наступного року співала у Королівському оперному театрі в Лондоні.
Карлотта Патті вийшла заміж за бельгійського віолончеліста Ернеста Демунка 3 вересня 1879 року. Вони поховані разом у Парижі, на кладовищі Монмартр.